# 若狭勝也
若狭 勝也（わかさ かつや、1974年8月31日 - ）は、大阪府大阪市出身の舞台俳優。KAKUTA所属。

## 人物
身長177cm。血液型O型。
趣味は映画鑑賞、フットサル。特技は関西弁。
以前はノックスに所属していた。
1998年、文学座附属演劇研究所を卒業。
一児の父。

## 出演

### 舞台
- パンくず（1998年）
- でたらめ（1998年）
- 空のうえ（1999年）
- 猫とバイオリン（1999年）
- 他所へ（1999年）
- ショート・ハウス（2000年）
- 00〈ZERO ZERO〉（2000年）
- MARKET（2000年）
- とまと（2001年）
- 回遊魚（2001年）
- とまと2001（2001年）
- 穴（2001年）
- アナトミア（2001年）
- 青春〈アオハル〉ポーズ（2001年）
- 東京鉄火青年（2002年）
- 北極星から十七つ先（2002年）
- 誰かの青い鳥'02（2002年）
- 壁壁壁（2002年）
- くちびるに歌を待て（2003年）
- 満月フィルム（2003年）
- 青春〈アオハル〉ポーズ（2003年）
- BRIDGE（2003年）
- 朗読の夜（2004年）
- ムーンライトコースター（2004年）
- サ・マ・ン・サ VOL.5（2004年）
- Root beers（2004年）
- やわらかな君の髪をなでる（2004年）
- 南国プールの熱い砂（2005年）
- 雷電披露宴（2005年）
- 北極星から十七つ先（2005年）
- 二人の高利貸しの21世紀（2006年）
- 満天の夜／ねこはしる（2006年）
- 短篇集vol.1図書館的人生（2006年）
- ムーンライトコースター（2006年）
- 甘い丘（2007年）
- 天国（2007年）
- ビデオスターの悲劇（2007年）
- 目を見て嘘をつけ（2008年）
- 日本語を読む〜リーディング形式による上演〜（2008年）
- Root beers（2008年）
- STAR MAN（2008年）
- 帰れない夜（2009年）
- 甘い丘（2009年）
- 西から昇る太陽のように（2009年）
- 目を見て嘘をつけ（2010年）
- めぐるめく（2010年）
- 愛の結晶くん（2010年）
- グラデーションの夜（2011年）
- ひとよ（2011年）
- Turning Point【分岐点】（2012年）
- ハラナイ荘の人々（2012年）
- HUG! 〜ステレオ サウンズ（2012年） - 声の出演
- 高木珠里の演劇100人組手（2012年）
- 行方不明（2012年）
- 秘を以て成立とす（2013年）
- 大吉村の狼〜獣が来りて人を噛む〜（2013年）
- ショッキングなほど煮えたぎれ美しく（2013年）
- アイロニーの夜（2013年）
- 彼の地（2014年）
- Re:verse（リバース）〜あの瞬間（とき）に戻れたら〜（2014年）
- 痕跡〈あとあと〉（2014年）
- 痕跡〈あとあと〉（2015年）
- 彼の地（2016年）
- TOTEMPOLES
- 応天の門（2024年）[2]

### 映画
- クライマーズ・ハイ（2008年）
- ランブリングハート（2010年）
- 相棒 -劇場版II- 警視庁占拠! 特命係の一番長い夜（2010年） - 記者 役
- 天地明察（2012年）
- 反駁（2012年）
- 笑顔の向こう側（2013年）
- 愛を語れば変態ですか（2015年）

### テレビドラマ
- 占い師 天尽（2007年）
- 働きマン（2007年）
- ジョシデカ!-女子刑事- 第9・10話（2007年）
- エジソンの母 第5話（2008年）
- スイート10〜最後の恋人〜（2008年）
- 正義の味方（2008年）
- シャキーン!（2009年 - 2011年）
- 屋台弁護士 第3作（2009年）
- 弁護士 一之瀬凛子 第2作（2010年）
- 目を見て嘘をつけ（2010年）
- GM〜踊れドクター 第1話（2010年）
- 西村京太郎サスペンス十津川警部シリーズ（渡瀬恒彦版）
  - 第44作「特急ソニック殺人事件〜十年目の真実〜」（2011年4月11日）- 小柳直記 役
  - 第50作「消えたタンカー」（2013年9月9日）-田中（「第五白川丸」乗組員） 役
- 刑事・鳴沢了 第2作（2011年）
- 霧に棲む悪魔（2011年）
- 好好!キョンシーガール〜東京電視台戦記〜 第7話（2012年）
- 積木くずし 最終章（2012年）
- 高梨さん 第1話（2013年）
- WONDA×AKB48 ショートストーリー「フォーチュンクッキー」（2013年）
- おふこうさん 第1話（2014年）
- 監察官・羽生宗一 第2作（2014年）
- 松本清張サスペンス・影の地帯（2015年）
- 温泉 (秘) 大作戦 第16作（2015年）
- 海に降る（2015年）
- 探偵・日暮旅人（2015年）
- 相棒（2015年） - 神田祐介 役
- さよならドビュッシー 〜ピアニスト探偵 岬洋介〜（2016年）
- 警視庁・捜査一課長 season2 第8話（2017年6月8日、テレビ朝日） - 片桐拓馬 役[3]

### テレビ番組
- 女神のアンテナ（2008年）
- 経済ドキュメンタリードラマ ルビコンの決断（2010年）
- ミュージックステーション（2015年）
- SICKS〜みんながみんな、何かの病気〜（2015年）
- みんなの手話(2020年)

### CM
- 大和ハウス工業（2004年）
- 日清食品 カップヌードルMiso（2006年）
- 花王 アタックNeo（2010年）
- NTT西日本 フレッツ光（2010年）
- 日本マクドナルド × 東京ドーム「ビッグな夢を見よう!」（2010年）
- BS日テレ + アーティスト（2010年）
- 全労済（2011年）
- アットホーム（2011年）
- ヤマサ醤油（2012年）
- パナソニック（2013年）
- 森永乳業 ビヒダスBB536 プレーンヨーグルト（2014年）

### ラジオ
- FMシアター
  - となりの音女（2010年）
  - 予言村の転校生（2014年）
  - ミュージックセラピスト（2015年）

### ゲーム
- 428 〜封鎖された渋谷で〜（2008年、任天堂 Wii）

### DVD
- 裁判員制度〜もしもあなたが選ばれたら〜（2005年）

### VP
- 東建コーポレーション（2015年）

### スチール
- 全労済カレンダー モデル（2011年）